# Dendrochilum tuberculatum
Dendrochilum tuberculatum är en orkidéart som beskrevs av Jeffrey James Wood och James Boughtwood Comber. Dendrochilum tuberculatum ingår i släktet Dendrochilum och familjen orkidéer.
Artens utbredningsområde är Sumatera. Inga underarter finns listade i Catalogue of Life.